# جاده‌صاف‌کن
جاده صاف‌کن (به انگلیسی: Square Peg) یک فیلم کمدی جنگی انگلیسی محصول سال ۱۹۵۹ به کارگردانی جان پدی کارستیرز و با بازی نورمن ویزدوم است. نورمن ویزدوم در این اثر دو شخصیت متفاوت را بازی می‌کند: مردی که جاده‌ها را حفاری و تعمیر می‌کند و یک ژنرال نازی.

## داستان
داستان یک کارگر تعمیر جاده به نام نورمن است که به همراه مافوقش «آقای دل» مشغول کار هستند. نورمن نامه‌ای دریافت می‌کند که باید به ارتش ملحق شود. آنها به فرانسه فرستاده می‌شوند تا جاده‌ی جلوی ارتش نیروهای متفق را تعمیر کنند. رئیس نیروهای متفق شخصی است بسیار شبیه نورمن است و او از این موقعیت استفاده می‌کند و …

## توضیحات
این فیلم هفتمین فیلم پرطرفدار در گیشه انگلیس در سال ۱۹۵۹ بود. 